# 화순 춘산영당 최익현 초상
화순 춘산영당 최익현 초상(和順 春山影堂 崔益鉉 肖像)는 대한민국 전라남도 화순군 춘양면 춘산영당에 있는 일제강점기의 초상화이다. 2011년 12월 20일 전라남도의 유형문화재 제313호로 지정되었다.

## 개요
화순 춘산영당에 소장된 면암 최익현의 초상은 1911년 4월에 석지 채용신이 그린 작품으로, 비단에 채색을 하여 제작한 작품으로 정면을 향하여 앉은 전신상이다. 면암은 무릎을 꿇고 화문석 위에 앉아있는 모습으로 도포자락에 가려진 두 손을 무릎위에 올려놓고 있다. 배접이 된 초상화의 뒷면 오른쪽 하단에는 그림을 그린 시기와 작가, 그리고 낙관이 되어 있다.
채용신은 구한말의 대표적인 초상화가로 그의 작품에 대한 미술사적 가치는 상당히 크다. 특히 전통적인 초상화 기법과 당시 전해져오는 서양의 음영법을 잘 조화시켜 실제 인물의 모습을 사실적으로 묘사하면서도 초상화의 주인공이 가진 정신세계를 잘 드러내고 있고, 근대적인 작가관을 가지고 있다는 점에서도 중요한 작가이다. 또한 그는 초상화에서 한일합방에 따른 자신의 반일의식을 자신만의 소재로 표현하고 있다는 점도 현실인식을 보여주는 좋은 작가라고 할 수 있다. 면암의 초상화는 그의 항일활동과 대쪽같은 선비의 품성을 잘 드러내고 있어서 초상화의 진면목을 보여주는 작품으로 평가되고 있다.
채용신이 근대에 활동한 화가이는 하지만 한국미술사에서 중요한 인물이고 그의 작품들은 당시 상황을 잘 드러내는 인물들을 소재로 그림을 그렸으며, 그 중 면암 최익현 초상화는 채용신의 작품세계를 가장 잘 보여주는 작품이다.

## 같이 보기
- 최익현
- 채용신

## 개요
1. 1 2 3 4  전라남도 고시 제2011-454호,《전라남도 도지정문화재 및 문화재자료 지정 고시》, 전라남도지사, 전라남도 도보, 37-40면, 2011-12-20

## 참고 자료
- 화순 춘산영당 최익현 초상 - 국가유산청 국가유산포털